# Godzilla (videojuego de 1983)
Godzilla es un videojuego de estrategia desarrollado por Glen Fisher y publicado por Code Works, lanzado en 1983 para Commodore 64. Es el primer videojuego que presenta a Godzilla.

## Trama
Godzilla está en los océanos cerca de Japón. El ejército está usando todas sus armas para proteger a Tokio para el próximo ataque.

## Jugabilidad
Godzilla es un juego de estrategia en el que debes comandar al ejército en un intento de matar a Godzilla antes de que destruya Tokio. Si Godzilla llega a Tokio, el juego termina. El juego es una gran cuadrícula en el mapa de Japón y aguas cercanas. Hay 25 cuadrículas (7 de las cuales contienen Japón y una que contiene Tokio). Godzilla se establece al azar en cualquiera de las 25 cuadrículas, excepto la cuadrícula con Tokio. El jugador tiene la opción de atacar a Godzilla o mover tropas. Tienes la opción de atacar con un ataque terrestre, un ataque marítimo, un ataque aéreo, un misil o una bomba atómica. Al elegir un ataque aéreo, terrestre o marítimo, debes elegir cuántas tropas, barcos o jets quieres enviar (solo puedes enviar cuántos de los atacantes dados están en la cuadrícula que es Godzilla). También puedes mover tropas. y barcos a diferentes redes en lugar de ataques. Después de un ataque, mostrará el número de atacantes muertos y qué tan efectivo fue el ataque. (Por ejemplo, si envía un ataque al mar, le dirá cuántos barcos se hundieron). Después de esto, Godzilla se moverá a otra cuadrícula. Si Godzilla está en tierra, se volverá loco y mostrará cuántos civiles murieron. La bomba atómica es el arma más poderosa del juego. Siempre que se use, destruirá toda la vida y las armas alrededor de los 8 cuadrados circundantes. Si la bomba estalla cerca de Tokio, o Godzilla llega a Tokio, entonces el juego termina.